# Acuto
Acuto är en ort och kommun i provinsen Frosinone i regionen Lazio i Italien. Kommunen hade 1 876 invånare (2018).